# أكولوبس
أكولوبس (الاسم العلمي: Aculops) هو جنس من عث النبات الطفيلي من فصيلة كهربيات، يصيب النباتات وبعض المحاصيل.

## الوصف

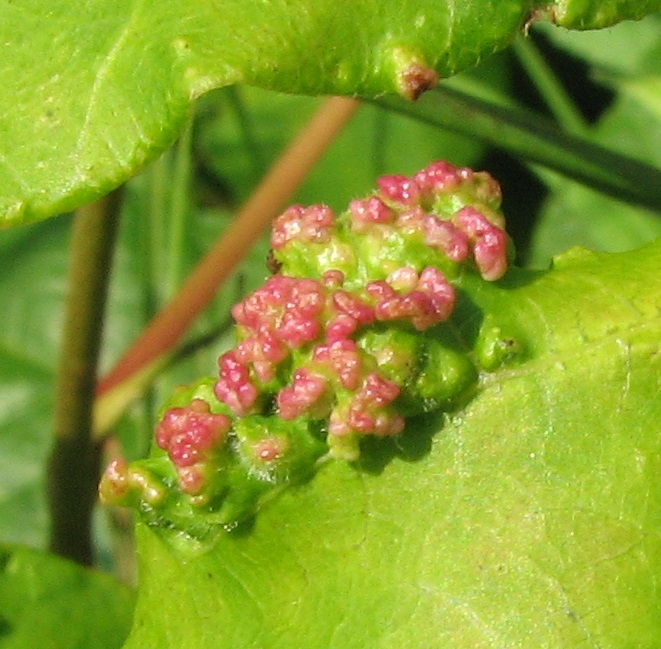
أشجار مصابة بالمرض

هو أحد آفات المحاصيل ونباتات الزينة، في، ينتشر في مناطق الغابات المغطاة في أمريكا الشمالية ونيوزلندا.

## الأنواع
- عث أوراق الأيلنثوس[3]

- سوس القنب الخمري

- عث المرارة

- سوس الصفصاف